# Maglód
Maglód [ˈmɒgloːd] ist eine ungarische Stadt im Kreis Vecsés im Komitat Pest.

## Geografische Lage
Maglód liegt ungefähr 25 Kilometer südöstlich des Zentrums der ungarischen Hauptstadt Budapest und 8 Kilometer nordöstlich der Kreisstadt Vecsés. Nachbargemeinden sind Ecser, Gyömrő und Pécel.

## Geschichte
Erstmals wurde der Ort im Jahre 1352 urkundlich erwähnt. Während der Türkenkriege und des Rákóczi-Freiheitskampfes wurde die Ortschaft verwüstet und danach von slowakischen Leibeigenen wieder besiedelt. In Maglód haben sich die Eltern des größten ungarischen Nationaldichters Sándor Petőfi kennengelernt.
Im Jahr 1913 gab es in der damaligen Großgemeinde 511 Häuser und 3302 Einwohner auf einer Fläche von 3931 Katastraljochen. Sie gehörte zu dieser Zeit zum Bezirk Monor im Komitat Pest-Pilis-Solt-Kiskun.
Maglód hat am 1. Juli 2007 den Stadttitel bekommen. Die Einwohnerzahl hat sich im vorigen Jahrzehnt fast verdoppelt. Die meisten Einwohner arbeiten in Budapest.

## Städtepartnerschaften
Es bestehen folgende Städtepartnerschaften:
- Bene, Ukraine
- Dlhá Ves, Slowakei
- Lueta, Rumänien
- Mýtne Ludany, Slowakei

## Sehenswürdigkeiten
- Árpád-Büste, erschaffen von Katalin M. Gémes
- Evangelische Kirche, erbaut 1775–1779
- István-Bubik-Reliefgedenktafel
- 1956er-Denkmal
- Reformierte Kirche
- Römisch-katholische Kirche Rózsafüzér Királynője, erbaut 1936 im neobarocken Stil
- Sándor-Petőfi-Büste, erschaffen 1948 von Dezső Győri
- Trianon-Denkmal
- Weltkriegsdenkmal (I. világháborús emlékmű)

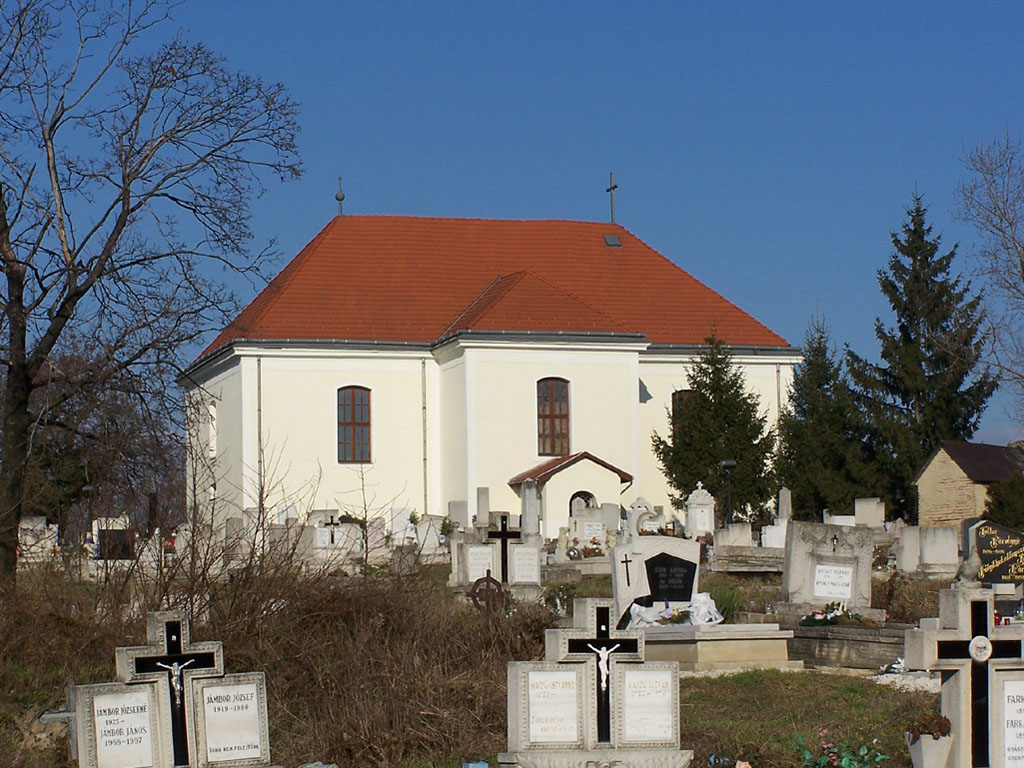
Evangelische Kirche
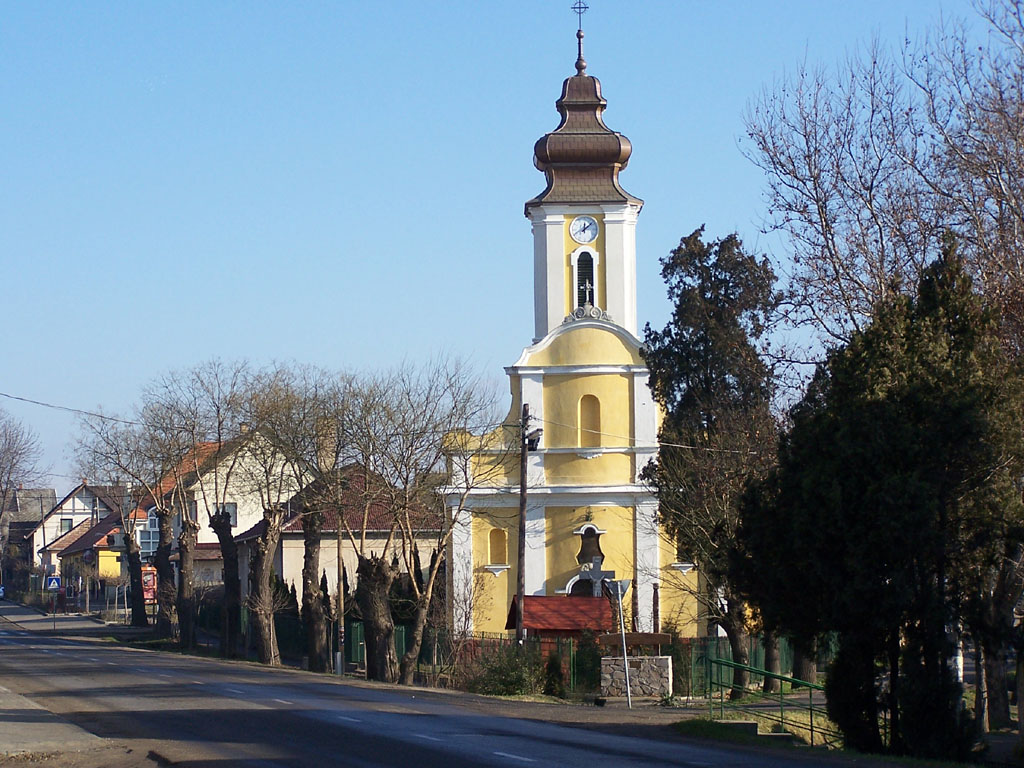
Röm.-kath. Kirche Rózsafüzér Királynője
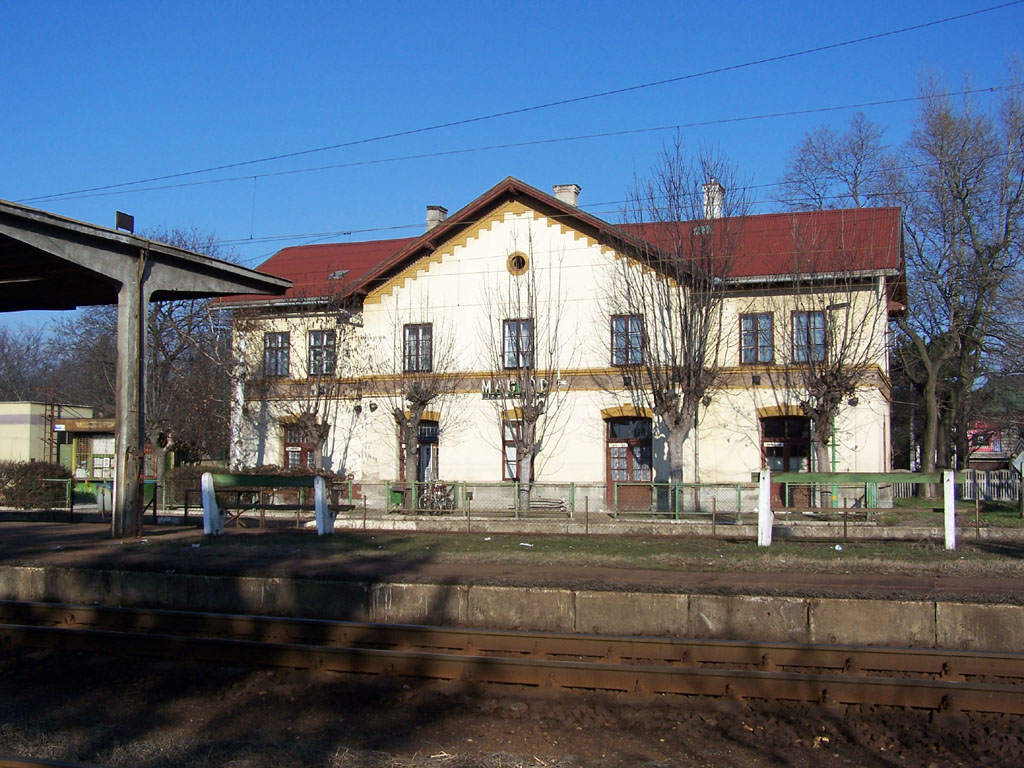
Bahnhof Maglód, denkmalgeschützt
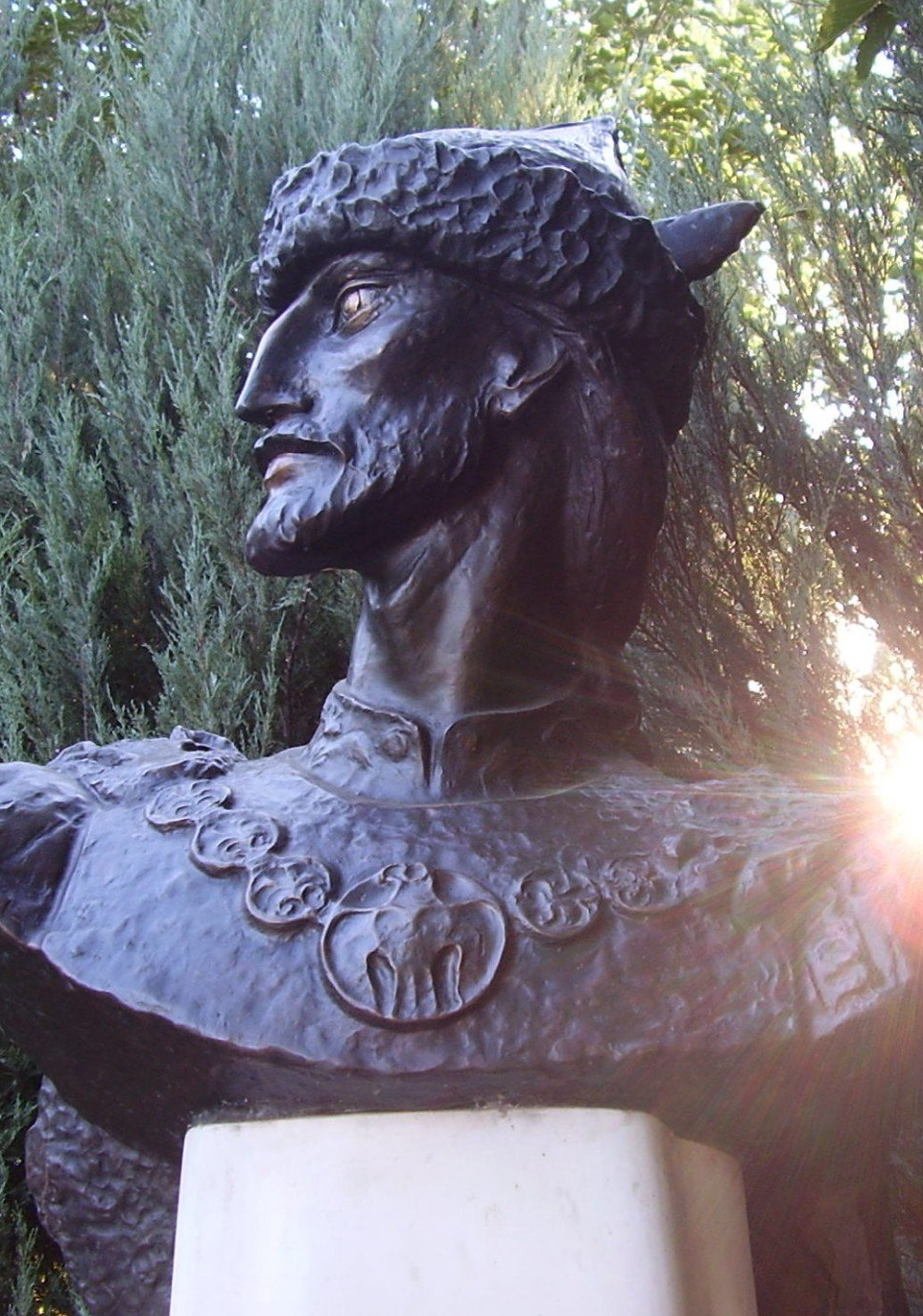
Árpád-Büste

## Verkehr
Die Hauptstraße Nr. 31 und die Budapester Ringautobahn M0 verlaufen direkt am Rande der Stadt. Mit Budapest ist Maglód durch Eisenbahn- und Busverkehr eng verbunden. Mit dem Zug kann der Budapester Ostbahnhof in 30 Minuten erreicht werden.